# 二郎山蒿
二郎山蒿（学名：Artemisia erlangshanensis）是菊科蒿属的植物，为中国的特有植物。分布于中国大陆的四川等地，生长于海拔2,300米至3,050米的地区，常生于路旁、山坡或山顶与谷地，目前尚未由人工引种栽培。